# Erik Aurelius den yngre
Bengt Erik Aurelius, född 9 maj 1946 i Lund, är en svensk teolog som var biskop i Skara stift 2004–2012. 
Aurelius, som prästvigdes 1972, har tidigare tjänstgjort som församlingspräst i Vreta klosters pastorat och Linköpings domkyrkoförsamling samt undervisat i bibelvetenskap vid Lunds, Göteborgs och Linköpings universitet. Han var professor i biblisk teologi vid universitetet i Göttingen 1997–2004. Han tjänstgjorde där även som universitetspredikant.
Erik Aurelius är son till kyrkoherde Bengt Gustaf Aurelius och läkaren Gudrun Aurelius, kusin till Carl Axel Aurelius, biskop i Göteborgs stift, och sonson till biskopen i Linköpings stift Erik Aurelius den äldre samt gift med professor Eva Haettner Aurelius.